# Шаховской, Леонтий Алексеевич
Князь Леонтий (Леонид) Алексеевич Шаховской (Шаховский) (17 июня 1859 — 1918) — гвардейский полковник из рода Шаховских, казнён в Пятигорске большевиками.

## Биография
Происходил из дворян Пензенской губернии. Сын генерал-лейтенанта от инфантерии Алексея Ивановича (1821—1900) и Софьи Александровны (урождённой Олсуфьевой, 1830—1882). Крестник графа П. Д. Киселёва и княгини В. П. Бутера.
С 1877 года воспитывался в Пажеском корпусе и 8 августа 1879 года из камер-пажей произведен в корнеты Кавалергардского полка. В 1885 году произведен в поручики. С 5 мая 1885 года по 31 декабря 1887 года был полковым казначеем.
В 1889 году произведён в штабс-ротмистры и 27 июля того же года назначен адъютантом к Великому князю Николаю Николаевичу. 9 сентября 1891 года переведен в лейб-гвардии Гусарский полк, с оставлением адъютантом. 25 мая 1895 года уволен в отставку по домашним обстоятельствам в чине полковника с мундиром. На 1 апреля 1915 года в чине полковника числился по гвардейской кавалерии.
С 31 октября 1915 года был исполняющим должность генерала для поручений при главнокомандующем Кавказской армии. Арестован большевиками в Ессентуках 24 (11) сентября 1918 года. В ночь с 31 октября на 1 ноября (с 18 на 19 октября) 1918 года после мятежа главкома И. Л. Сорокина был казнён (зарублен) в Пятигорске в числе прочих заложников вместе со своим братом Владимиром Алексеевичем Шаховским. Через год был казнён и его сын Иван.
Был женат с 1883 на баронессе Елене Васильевне Дризен (урождённой Александровской), сын Иван (1894-1919).